# 胡安·荷西·米雅斯
胡安·荷西·米雅斯 （Juan José Millás，1946年出生）是一名西班牙作家，1990年荣获 Premio Nadal奖。他出生于巴伦西亚 ，一生大多数时间生活在马德里。他曾在马德里康普顿斯大学学习哲学和文学。

## 获奖
2007年10月15日，米雅斯凭借其自传体小说《世界》（El Mundo）荣获Planeta奖（Premio Planeta）。该小说根据作家童年和青春期的回忆，讲述了一个居住在街道上并以逃离那条街道为梦想的小男孩的故事。 
2008年10月13日，米雅斯荣获国家叙事奖（Premio Nacional de Narrativa）。
在1990年，其小说《这就是孤独》（La soledad era esto）荣获 Premio Nadal 奖。